# Magda Balsam
Magda Balsam (ur. 20 września 1996 w Sztumie) – polska piłkarka ręczna, reprezentantka Polski.

## Kariera sportowa

### Kariera klubowa
Jest wychowanką Bellatora Ryjewo. Po zakończeniu nauki w gimnazjum została zawodniczką Vistalu Gdynia. Z gdyńskim klubem zdobyła w sezonie 2013/2014 brązowy medal mistrzostw Polski seniorów. Ostatnie trzy miesiące sezonu 2014/2015 spędziła na wypożyczeniu do Sambora Tczew. W latach 2015–2019 występowała w Starcie Elbląg, zdobywając z nim brązowy medal mistrzostw Polski w 2017. W sezonie 2019/2020 występowała w zespole Eurobud JKS Jarosław. Została wówczas drugim najlepszym strzelcem ligi (132 bramki), a w plebiscycie Gladiatorów PGNiG Superlidze Kobiet została uznana najlepszą skrzydłową sezonu. W sezonie 2020/2021 była zawodniczką MKS Lublin i zdobyła z tym klubem trzeci w swojej karierze brązowy medal mistrzostw Polski (był to jednak wynik poniżej oczekiwań tej drużyny). W sezonie 2021/2022 powróciła do Eurobud JKS Jarosław. Od 2022 jest zawodniczką TuS Metzingen.

### Kariera reprezentacyjna
Wystąpiła na mistrzostwach Europy juniorek U-17 w 2013 r. (15. miejsce). W seniorskiej reprezentacji Polski zadebiutowała 17 marca 2017 towarzyskim spotkaniem przeciwko Białorusi. 15 czerwca 2017 zagrała w kadrze pierwszy mecz o punkty, przegrane 28:32 spotkanie kwalifikacji mistrzostw świata z Rosją w Koszalinie. Zagrała na mistrzostwach świata 2021, mistrzostwach Europy 2022 oraz mistrzostwach świata 2023.